# Molophilus tateanus
Molophilus tateanus là một loài ruồi trong họ Limoniidae. Chúng phân bố ở miền Australasia.